# Bondsdagverkiezingen 1983

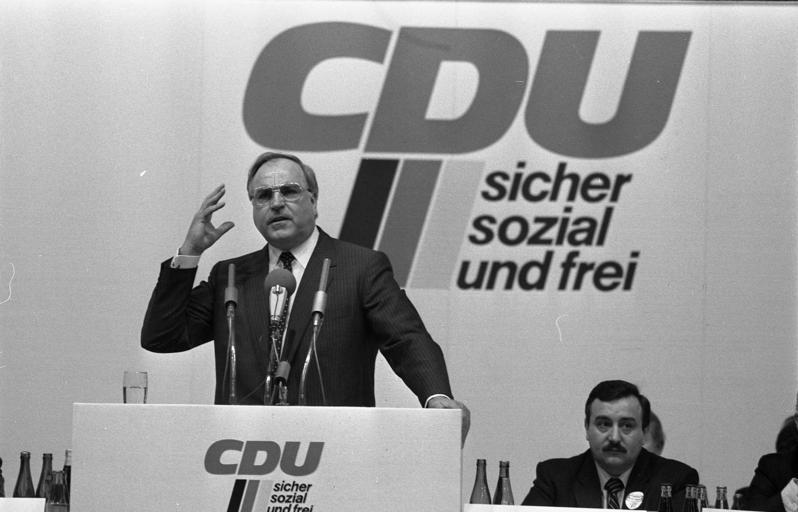
Helmut Kohl op een verkiezingsvergadering in Ludwigshafen

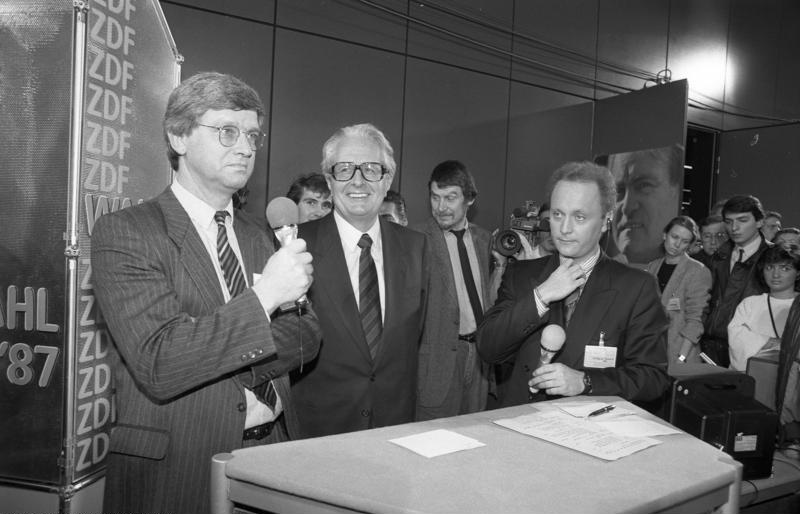
Hans-Jochen Vogel op de verkiezingsavond

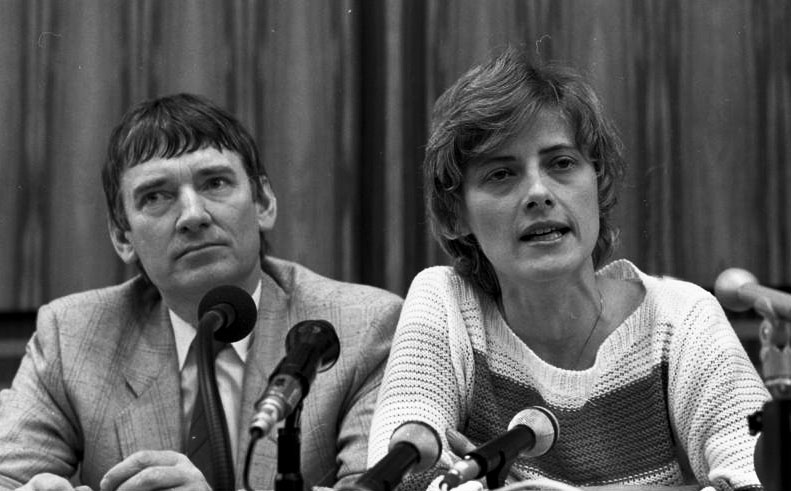
Otto Schily en Petra Kelly van de Groenen

De Bondsdagverkiezingen van 1983 vonden op 6 maart 1983 plaats. Het waren de tiende federale verkiezingen in de Bondsrepubliek Duitsland. CDU-voorzitter Helmut Kohl bleef bondskanselier.
In 1982 viel de door bondskanselier Helmut Schmidt (SPD) geleide coalitie van SPD en FDP over de te voeren economische politiek. Oppositieleider Helmut Kohl, de CDU-voorzitter, vormde een nieuwe coalitie van CDU/CSU en FDP. Op 1 oktober werd hij door de Bondsdag tot bondskanselier gekozen. FDP-voorzitter Hans-Dietrich Genscher bleef vicekanselier en bondsminister van Buitenlandse Zaken. Kohl beloofde nieuwe verkiezingen voor maart 1983, iets wat alleen mogelijk was als de bondskanselier een vertrouwensstemming in de Bondsdag verloor. Op 17 december vond de vertrouwensstemming plaats die inderdaad door Kohl werd verloren, waarna er verkiezingen konden worden uitgeschreven.
De voormalige SPD-kanselier Helmut Schmidt stelde zich niet opnieuw kandidaat. Zijn partij ging de verkiezingen in met de voormalige minister van justitie Hans-Jochen Vogel. De weinig charismatische Vogel had geen echt perspectief om na de verkiezingen een regering te kunnen vormen, omdat de SPD steeds ver weg stond van een absolute meerderheid en geen coalitiepartner te zien was. Bij de verkiezingen viel de partij terug op het niveau van de jaren zestig.
Nadat de nieuwe partij De Groenen in 1980 nog met 1,5 procent buiten de Bondsdag gebleven was, haalde ze deze keer de kiesdrempel met 5,6 procent.

## Uitslag
- Indirect door de Berlijnse gemeenteraad waren: 11 CDU'ers, 10 SPD'ers en 1 FDP'ers.

| Partij                                                                              | %     | zetels   | verschil |
| ----------------------------------------------------------------------------------- | ----- | -------- | -------- |
| Christelijk Democratische Unie (Christlich Demokratische Union)                     | 38,1% | 191 (11) | +17      |
| Christelijk-Sociale Unie (Christlich-Soziale Union)                                 | 10,6% | 53       | +1       |
| Vrije Democratische Partij (Freie Demokratische Partei)                             | 6,9%  | 34 (1)   | -19      |
| Sociaaldemocratische Partij van Duitsland (Sozialdemokratische Partei Deutschlands) | 38,2% | 193 (10) | -25      |
| De Groenen (Die Grünen)                                                             | 5,6%  | 27       | +27      |
| Overigen                                                                            | 0,5%  | 0        | -        |
| Totaal                                                                              | 100%  | 498      | +1       |

|  |

|  |

|  |

|  |

|  |

|  |

|  |

|  |

|  |

|  |

|  |

|  |

De uitslag zorgde ervoor dat de CDU/CSU/FDP coalitie aan de macht kon blijven.